# Xa lộ Liên tiểu bang 86 (Pennsylvania–New York)
Xa lộ Liên tiểu bang 86 (tiếng Anh: Interstate 86 hay viết tắt là I-86) là một xa lộ liên tiểu bang dài 197 dặm (317 km) đi qua tây bắc tiểu bang Pennsylvania và miền nam tiểu bang New York của Hoa Kỳ. Xa lộ hiện nay tồn tại với hai đoạn: đoạn dài hơn bắt đầu tại một nút giao thông lập thể với I-90 ở phía đông Erie, Pennsylvania, và kết thúc tại một nút giao thông lập thể với Xa lộ Tiểu bang New York 352 (NY 352) tại Elmira, New York trong khi đoạn thứ hai kéo dài từ I-81 ở phía đông của thành phố Binghamton đến NY 79 tại làng Windsor. Khi các dự án nâng cấp NY 17 lên chuẩn xa lộ liên tiểu bang hoàn thành, I-86 sẽ nối dài từ I-90 gần Erie đến New York State Thruway (I-87) tại Woodbury. Con đường hiện tại và tương lại của I-86 được biết với tên gọi là Xa lộ cao tốc Southern Tier ở phía tây I-81 tại Binghamton và Quickway ở phía đông I-81.
I-86 hiện tại có chiều dài 6,99 dặm (11,25 km) trong tiểu bang Pennsylvania và 199,86 dặm (321,64 km) trong tiểu bang New York. Trừ một đoạn dài khoảng 1,5 dặm (2,4 km) nằm sâu bên trong tiểu bang Pennsylvania gần làng Waverly của tiểu bang New York và thị trấn Sayre của tiểu bang Pennsylvania, phần còn lại của I-86 sẽ nằm bên trong tiểu bang New York. Đoạn Xa lộ cao tốc Southern Tier của I-86 và NY 17 hợp thành Hành lang T của Hệ thống Xa lộ Phát triển Vùng Appalachia. I-86 kết nối đến Quốc lộ Hoa Kỳ 219 tại Salamanca, I-390 gần Avoca và Quốc lộ Hoa Kỳ 15 (tương lại thành I-99) ngay phía tây thành phố Corning.
Phần lớn Xa lộ cao tốc Quickway và Southern Tier được xây dựng trong các giai đoạn từ thập niên 1950 đến thập niên 1980. Mã số I-86 được chính thức đặt cho nó vào ngày 3 tháng 12 năm 1999 cho toàn bộ Xa lộ Pennsylvania 17 lúc đó và phần cực tây nhất dài 177 dặm (285 km) của Xa lộ Tiểu bang New York 17. Nó đã và đang được mở rộng về phía đông khi nhiều đoạn nữa của Xa lộ Tiểu bang New York 17 hiện tại được nâng cấp lên chuẩn xa lộ liên tiểu bang. Đầu tiên Xa lộ Tiểu bang New York 14 tại làng Horseheads được nâng cấp năm 2004 và kế đến là điểm đầu phía đông hiện tại của nó nằm tại Xa lộ Tiểu bang New York 352 tại Elmira vào năm 2008. Đoạn đường của NY 17 giữa I-81 và NY 79 được cắm biển dấu là I-86 vào năm 2006.

## Mô tả xa lộ
|         | dặm    | km     |
| ------- | ------ | ------ |
| PA      | 6,99   | 11,25  |
| NY      | 199,86 | 321,64 |
| Tổng số | 206,85 | 332,89 |

### Pennsylvania đến Olean
I-86 bắt đầu tại một nút giao thông lập thể với I-90 trong một vùng tương đối bằng phẳng của tây bắc Pennsylvania. Xa lộ hướng về đông nam, gặp PA 89 tại lối ra 3 trước khi bẻ ngoặc về hướng đông và băng qua ranh giới vào tiểu bang New York nơi nó bắt đầu chạy trùng với NY 17. Xa lộ gần như chạy theo hướng đông-tây ngang qua miền tây nam Quận Chautauqua, phục vụ thôn Findley Lake và làng Sherman qua ngã NY 426 và NY 76, theo thứ tự vừa kể khi nó tiếp tục đi đến Hồ Chautauqua.

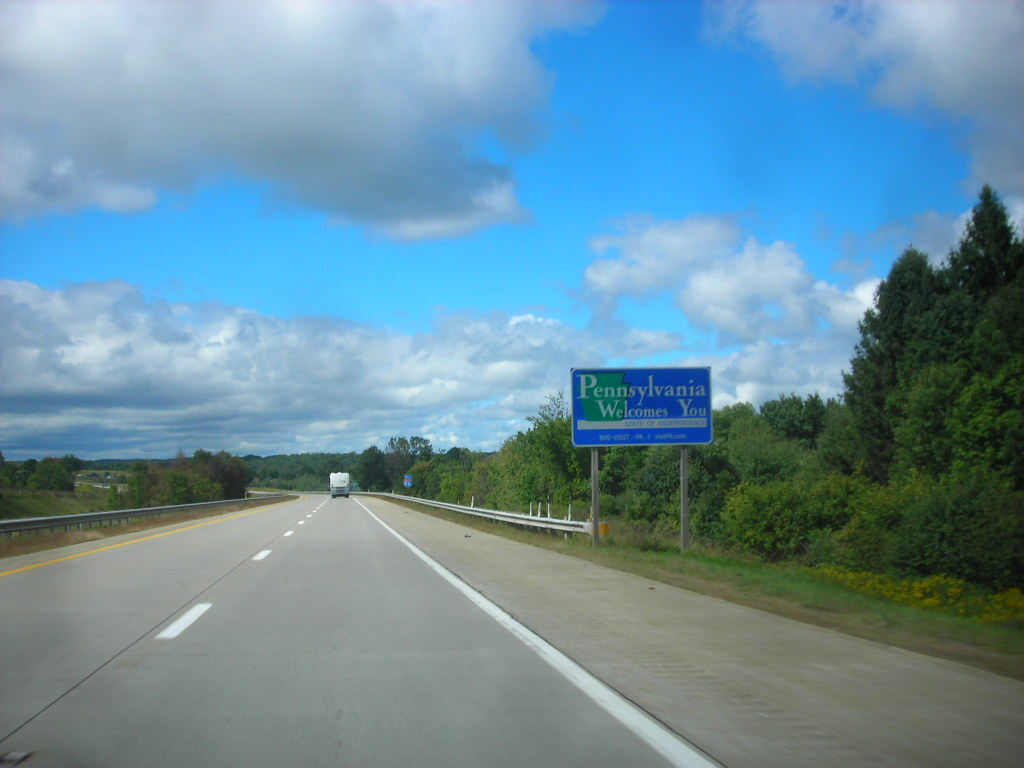
Đi vào tiểu bang Pennsylvania trên I-86, chiều đi hướng tây

Sau khi đi qua Hồ Chautauqua, I-86 nhập vào đoạn củ hơn của xa lộ cao tốc tại lối ra 10 gần Bemus Point; xa lộ này bây giờ là NY 954J. NY 954J chạy vào NY 430 là xa lộ từng mang NY 17 đi đến Westfield trước khi được mở rộng vào thập niên 1980. Từ Bemus Point đến Jamestown (lối ra 12), I-86 chạy song song với cựu NY 17 – hiện nay là NY 430 – dọc theo bờ đông bắc của Hồ Chautauqua. Đoạn kéo dài của Đường sắt Erie đến thành phố Chicago chạy vào trong Jamestown từ hướng tây nam, và đi song song với I-86 đến một điểm giao cắt của nó với tuyến đường chính ban đầu của Đường sắt Erie đến Dunkirk.
Từ Jamestown đến Salamanca, NY 17 của, I-86 mới và đường sắt luôn chạy song song qua các Thung lũng sông. Các đường giao thông này chạy dọc theo Sông Chadakoin, Lạch Conewango và Lạch Little Conewango đến Steamburg (lối ra 17), quay sang đông đến Sông Allegheny tại Coldspring. Thung lũng Allegheny mang các con đường này đến Salamanca (lối ra 20). Tại đây, các đường sắt nhập nhau và chạy ra ngoài đến Olean (lối ra 25 và 26). Từ Salamanca đến Olean, NY 17 củ bây giờ là NY 417. Tại Olean, Sông Allegheny và NY 417 (NY 17 củ) tiếp tục hướng đông nam trong khi I-86 và Đườn sắt Erie hướng lên đông bắc. NY 417 không quay trở lại I-86 cho đến lối ra 44 gần Painted Post

### Olean đến Elmira
I-86 và tuyến đường củ của Đường sắt Erie (hiện nay là một phần của Đường sắt Tây New York và Pennsylvania) chạy theo hướng đông bắc dọc theo các Thung lũng của Lạch Olean và Lạch Oil đến làng Cuba (lối ra 28). Từ làng Cuba đến Friendship (lối ra 29), chúng chạy qua một Thung lũng và đi trên một đỉnh núi, rồi theo Lạch Van Campen theo hướng đông bắc đến Belvidere (lối ra 30). Tại Belvidere, Đường sắt Erie quay hướng đông nam gặp NY 417 tại Wellsville, nhưng I-86 tiếp tục hướng đông bắc qua các Thung lũng của Sông Genesee và Lạch Angelica đến làng Angelica (lối ra 31), và rồi đi theo hướng đông dọc theo Lạch Angelica và dọc theo Lạch Thung lũng Karr đến làng Almond (lối ra 33). Ở độ cao 2.110 ft (634 mét) trên mặt nước biển, đây là điểm cao nhất dọc theo I-86 nằm giữa lối ra 32 (West Almond) và lối ra 33 và có biển dấu ghi rõ độ cao.

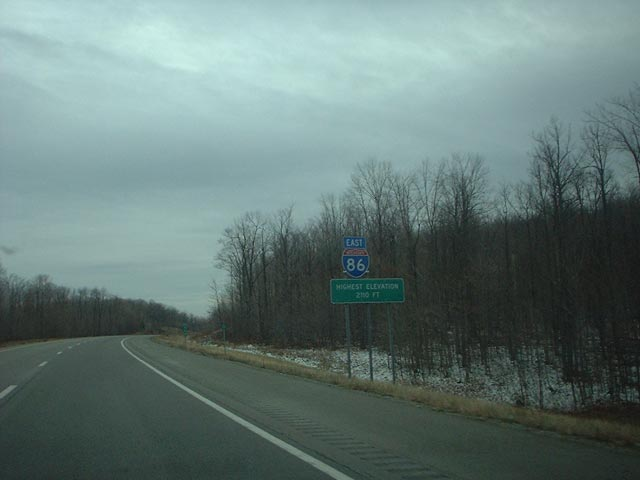
Biển dấu chỉ rõ đây là điểm cao nhất trên xa lộ I-86 nằm tại Almond

Tại Almond, I-86 nhập lại Đường sắt Erie, đi qua Thung lũng Lạch Canacadea khoảng nửa đường đến Hornellsville. Tuy nhiên, tại nơi đây đường sắt quay hướng đông nam đến Hornellsville trong khi I-86 tiếp tục hướng đông bắc qua một đỉnh núi và vào Thung lũng rộng của Sông Canisteo (lối ra 34). Xa lộ rồi Thung lũng nằm dọc Lạch Carrington, rồi nhanh chóng quay hướng đông qua một đỉnh núi để đi theo lạch Big và đi qua một đỉnh núi khác đến Howard (lối ra 35). I-86 chạy bên cạnh lạch Goff từ Howard đến Thung lũng rộng của Sông Cohocton, nơi nó gặp điểm đầu phía nam của I-390 (lối ra 36) gần Avoca và quay hướng đông nam qua Thung lũng đó.
I-86, NY 415 (Quốc lộ Hoa Kỳ 15 củ) và nhánh đường sắt Erie tất cả đều chạy hướng đông nam dọc theo Sông Cohocton qua làng Bath (lối ra 38) đến Painted Post (lối ra 44), hiện nay là điểm cuối phía bắc của Quốc lộ Hoa Kỳ 15. NY 417 – NY 17 &ndash củ; cũng kết thúc tại lối ra 44 trong khi NY 415 tiếp tục hướng đông vào Corning (lối ra 45–46). Từ Painted Post qua Corning đến Big Flats (lối ra 49), I-86, NY 352 (NY 17 củ) và Đường sắt Erie chạy qua Thung lũng Sông Chemung. NY 352, bắt đầu tại lối ra 45 ở phía tây phố chính thành phố Corning, là đường tránh gồm 4 làn xe đi qua thành phố Corning. Phía đông East Corning (lối ra 48), xa lộ được xây dựng từ NY 17 củ được nâng cấp.

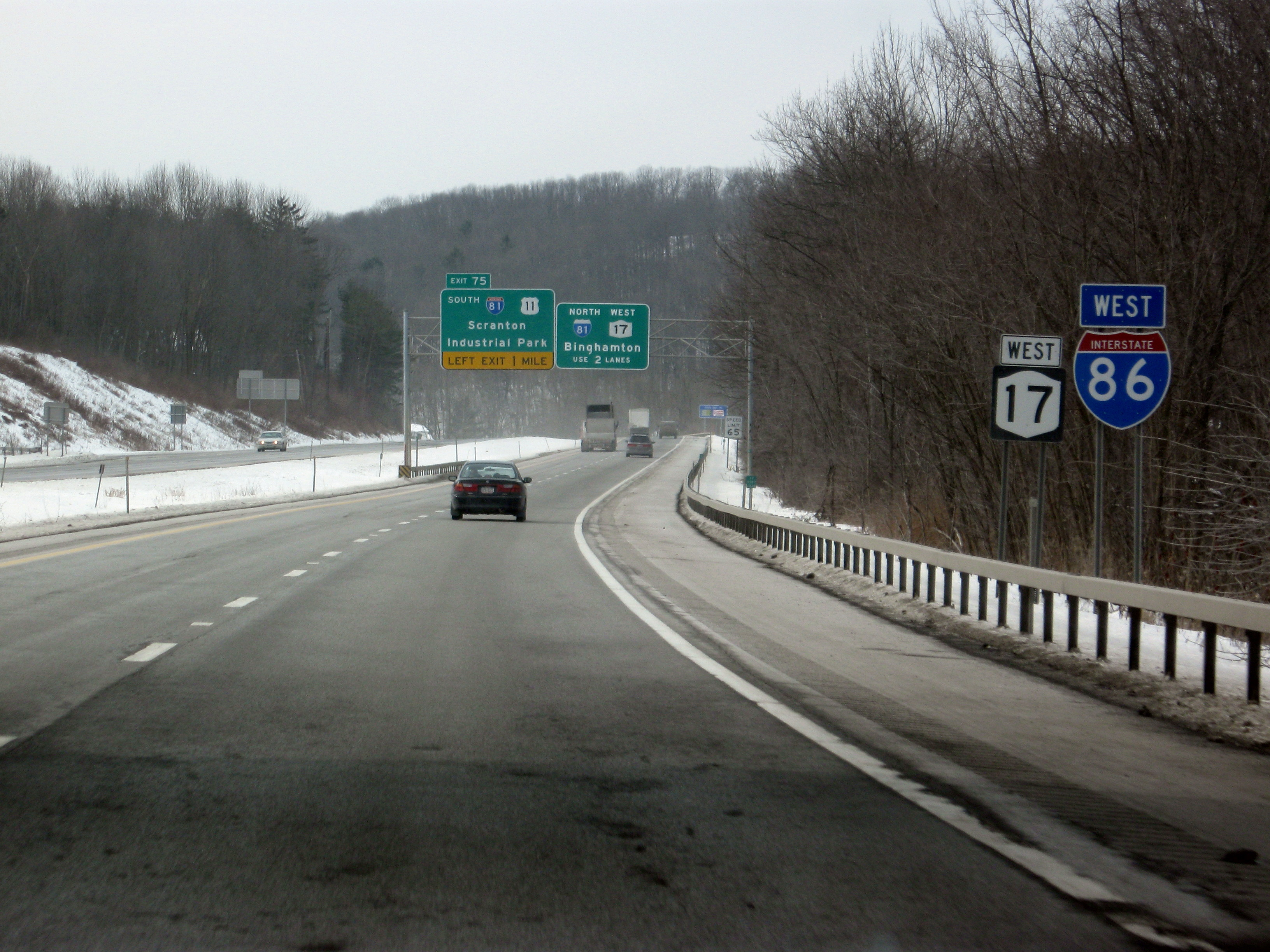
I-86 signage along the 10 miles of NY 17 co-designated as I-86 just east of the NY 17 / I-81 interchange

Tại Big Flats, Sông Chemung (và NY 352) quay hướng đông nam đến phố chính thành phố Elmira trong lúc I-86 và Đường sắt Erie tiếp tục hướng đông-đông bắc dọc theo Lạch Singsing đến khu vực Sân bay vùng Elmira/Corning. Xa lộ tiếp tục đi vào làng Horseheads nơi nó trở thành xa lộ nằm trên cao. Nó kết nối đến NY 14 và NY 13 qua lối ra số 52 và 54, theo thứ tự vừa kể trước khi quay hướng nam để đi theo Lạch Newtown vào Elmira. Ngay phí đông khu phố chính thành phố, I-86 gặp NY 352 (lối ra 56). Con đường của I-86 kết thúc tại đây; tuy nhiên một đoạn dài 9,9 dặm (15,9 km) của NY 17 ngay phía đông thành phố Binghamton cũng được cắm biển là I-86, tạo thành một chỗ đứt đoạn tạm thời. Đoạn thuộc Quận Broome chạy từ I-81 tại lối ra 75 tại Kirkwood đến NY 79 tại lối ra 79 tại Windsor.